# Alnus fauriei
Alnus fauriei är en björkväxtart som beskrevs av Augustin Abel Hector Léveillé och Eugène Vaniot. Alnus fauriei ingår i släktet alar, och familjen björkväxter. Inga underarter finns listade.